# August Neidhart
Pour les articles homonymes, voir Neidhart.
Œuvres principales
Schwarzwaldmädel
August Neidhart (né le 12 mai 1867 à Vienne, mort le 25 novembre 1934 à Berlin) est un librettiste autrichien.
Neidhart est l'auteur de pièces et de livret, notamment Das Protektionskind et Schwarzwaldmädel.

## Source de la traduction
- (de) Cet article est partiellement ou en totalité issu de l’article de Wikipédia en allemand intitulé « August Neidhart » (voir la liste des auteurs).